# Combustible Edison
Combustible Edison est un groupe américain d'easy listening, originaire de Providence, Rhode Island, actif entre 1991 et 1996. Leur style musical est librement inspiré du pianiste de lounge Esquivel. On retrouve également dans leurs sources d'inspiration le compositeur italien Nino Rota.

## Histoire
Combustible Edison signe chez Sub Pop et sort son premier album, I, Swinger, en 1994. Une critique du Los Angeles Times, Chuck Crisafulli, note que l'album « reproduit parfaitement le cool des années '50 et l'exotisme hi-fi d'icônes du lounge comme Martin Denny », tandis que Trouser Press explique que « I, Swinger est une réplique fidèle de l'exotisme du supermarché, jusqu'à la pochette festonnée de recettes de cocktails et de notes de pochette calculées et datées. » Le groupe se produit le 23 décembre 1994 à Late Night with Conan O'Brien.
Leur chanson Vertigogo sert de générique à l'émission française On a tout essayé sur France 2 présentée par Laurent Ruquier.
Le deuxième album studio du groupe, Schizophonic ! est publié en 1996. Pendant cette période, Dixon a été remplacé par le claviériste « Brother Cleve » Toomey, un ancien DJ de WMBR, qui était auparavant membre des Swinging Erudites Del Fuegos et des Barrarry Whitfield and Savages. DJ qui était auparavant membre des Swinging Erudites, les Del Fuegos, les Fabulous Billygoons, et Barrence Whitfield and the Savages,.
Au moment du dernier album de Combustible Edison, The Impossible World (1998), le batteur Michael « Laughing Boy » Connors avait remplacé Oppenheimer, et ils avaient incorporé des éléments électroniques plus modernes.

## Membres
- Miss Lily Banquette – chant, bongos
- The Millionaire – guitare électrique
- Nick Cudahy  – contrebasse
- Mr. Peter Dixon – orgue électrique
- Aaron Oppenheimer – percussions, vibraphone

## Discographie
- 1993 : Cry Me a River
- 1993 : Blue Light
- 1994 : I, Swinger
- 1994 : Monopoly Queen
- 1994 : Sub Pop Christmas Card
- 1995 : Vertigogo (Musique du film Groom Service)
- 1995 : Spy S.O.U.N.D.S.
- 1996 : Short Double Latte
- 1996 : Get easy! Vol.2: The Future Collection
- 1996 : Schizophonic!
- 1998 : The Impossible World (Sub Pop)